# Pofi
Pofi település Olaszországban, Lazio régióban, Frosinone megyében. Lakosainak száma 3920 fő (2023. január 1.). Pofi Castro dei Volsci, Ceprano, Arnara, Ripi és Ceccano községekkel határos.

## Népesség
A település lakossága az elmúlt években az alábbi módon változott:
| Lakosok száma | 4190 | 4134 | 3920 |
|               | 2017 | 2018 | 2023 |